# وزارة المالية (المالديف)
وزارة المالية في جمهورية جزر المالديف هي المسؤولة عن الإدارة المالية العامة لجزر المالديف.

## التاريخ
تأسست وزارة المالية في عام 1932 تحت الاسم العربي (وزارة المالية) للتعامل مع الشؤون المالية لسلطنة جزر المالديف.

## وزراء المالية
- عبد المجيد رنبانديري كيليجيفانو، 11 مارس 1903 حتى 14 أكتوبر 1932
- حسن فريد ديدي 22 ديسمبر 1932 حتى 18 يناير 1942
- محمد أمين ديدي، 18 يناير 1942 حتى 31 ديسمبر 1952
- إبراهيم محمد ديدي، 12 يوليو 1954 إلى 27 نوفمبر 1955
- إبراهيم فاموديري كيليجيفانو، من 27 نوفمبر 1955 إلى 14 ديسمبر 1957
- إبراهيم ناصر، من 14 ديسمبر 1957 إلى 11 نوفمبر 1968
- عبد الستار موسى ديدي، 29 أكتوبر 1970 حتى 10 مارس 1975
- محمد نور الدين، من 7 يوليو 1976 إلى 11 نوفمبر 1978
- مأمون عبد القيوم، 11 نوفمبر 1978 إلى 5 يناير 1989
- إسماعيل فتحي، 5 يناير 1989 حتى 11 نوفمبر 1993
- عارف حلمي، 11 تشرين الثاني / نوفمبر 1993 حتى 31 أيار / مايو 2000
- محمد جليل، 1 يونيو 2000 إلى 14 يوليو 2005
- قاسم إبراهيم، 18 أغسطس 2005 إلى 15 يوليو 2008
- عبد الله جهاد، 15 يوليو 2008 حتى 11 نوفمبر 2008
- علي هاشم، 12 نوفمبر 2008 إلى 12 ديسمبر 2010
- أحمد عناز، 10 أبريل 2011 إلى 29 ديسمبر 2011
- محمد شهاب، 4 يناير 2012 إلى 8 فبراير 2012
- عبد الله جهاد، 5 مارس 2012 إلى 22 يونيو 2016
- أحمد منور، 22 يونيو 2016 إلى 15 نوفمبر 2018
- إبراهيم أمير، 17 نوفمبر 2018 حتى الآن